# Gundula Madeleine Tegtmeyer

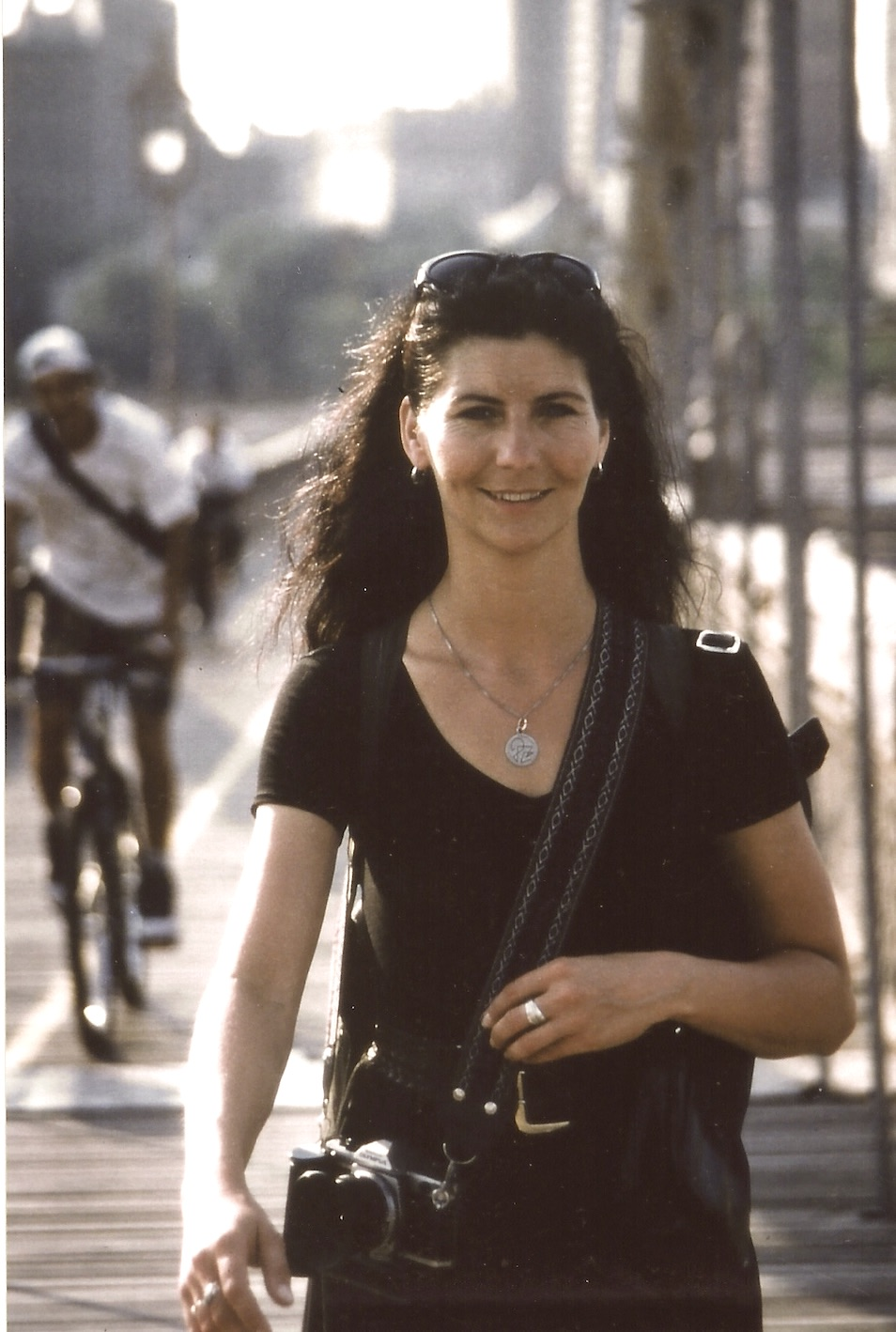
Gundula Madeleine Tegtmeyer

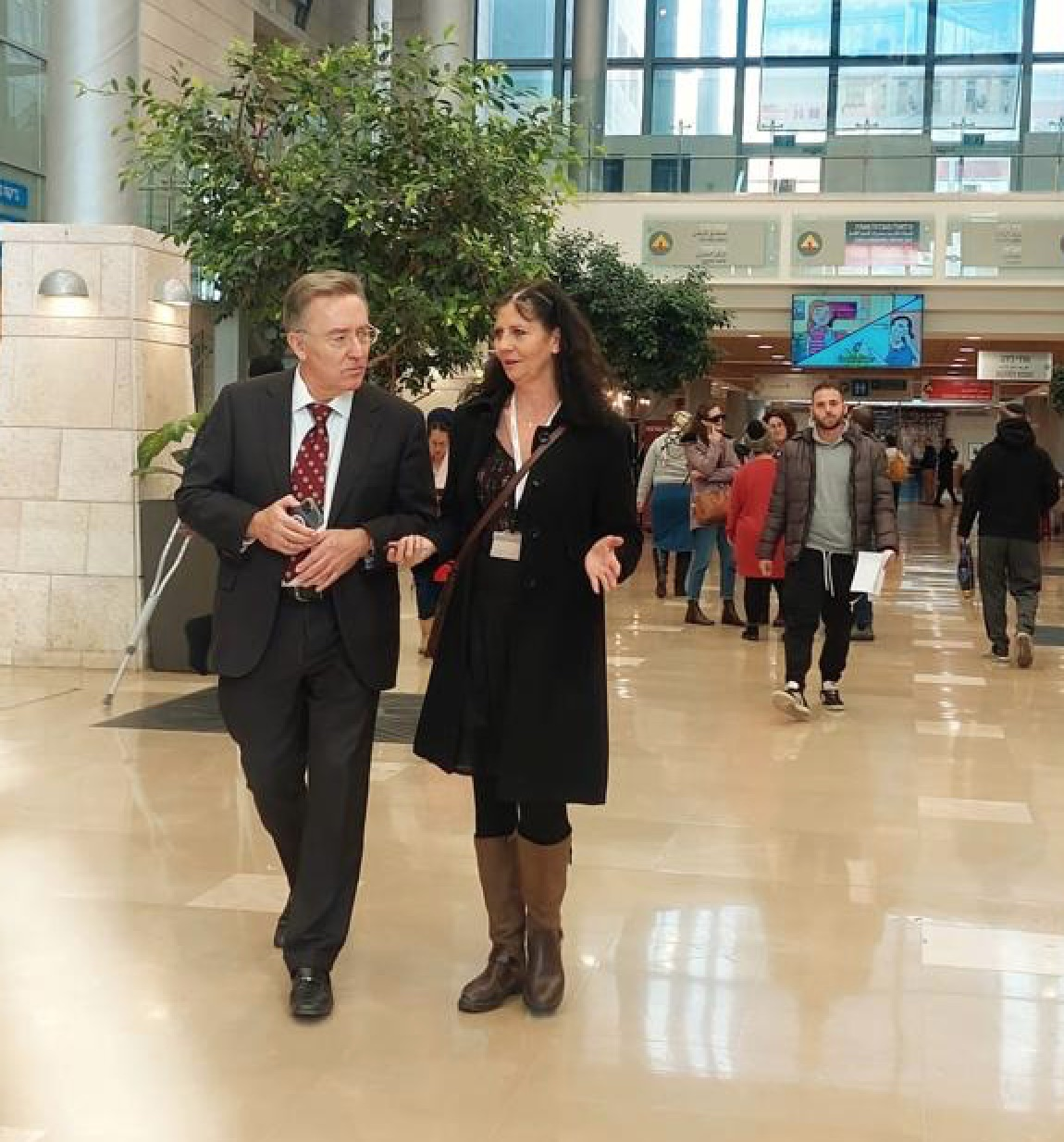
Gundula Madeleine Tegtmeyer im Gespräch mit dem Schweizer Botschafter Urs Bucher (Februar 2024 in Jerusalem)

Gundula Madeleine Tegtmeyer (geboren in Göttingen) ist eine deutsch-israelische Journalistin und Fotografin. Schwerpunkte ihrer Arbeit sind Nordafrika und der Nahe Osten.

## Leben
Gundula Madeleine Tegtmeyer absolvierte nach dem Besuch des Gymnasiums zunächst eine Ausbildung zur Fotografin und dann ein Redaktionsvolontariat mit Schwerpunkt Fotoredaktion beim WDV-Reisemagazin abenteuer und reisen. Nach mehreren Jahren in der Redaktion von Natur wurde sie freie Journalistin und Fotografin. In ihrer Arbeit konzentriert sie sich auf Nordafrika und den Nahen Osten sowie die islamische und jüdische Welt. Nach längeren Aufenthalten in Rio de Janeiro, Kairo, Damaskus und Teheran ging sie 2008 nach Israel, wo sie nun in Jerusalem lebt und auch als Reiseleiterin tätig ist. Sie schreibt unter anderem für Jüdische Allgemeine, Spiegel Online, P.M. Magazin, Qantara.de, tachles, Aufbau, das Orientmagazin Zenith, die Jerusalem Post und das Israelnetz.
Von 2013 bis 2017 war sie Vorstandsmitglied im Interfaith Center for Sustainable Development.

## Auszeichnungen
- Förderpreis des Kulturwerkes der Verwertungsgesellschaft Bild-Kunst in der Berufsgruppe „Fotografen und Bildjournalisten“ (2003)[5]

## Publikationen (Auswahl)
- mit Hans-Günter Semek, Jürgen Bergmann, Carmella Pfaffenbach: Nelles Guide Israel – Jordanien, Nelles Verlag, München 2012, ISBN 978-3-86574-713-6.